# گروه جولیان
گروه جولیان (انگلیسی: Julian Grupp؛ زادهٔ ۲۹ ژوئیهٔ ۱۹۹۱) بازیکن فوتبال اهل آلمان است.
از باشگاه‌هایی که در آن بازی کرده‌است می‌توان به باشگاه فوتبال وهن ویسبادن اشاره کرد.